# Mammillaria neopalmeri
Mammillaria neopalmeri (укр. Мамілярія Пальмера нова, мамілярія неопалмері) — сукулентна рослина з роду мамілярія (Mammillaria) родини кактусових (Cactaceae).

## Історія
Вид вперше описаний американським ботаніком Робертом Теодором Крейгом (англ. Robert Theodore Craig, 1902—1986) у 1945 році у виданні англ. «The Mammillaria Handbook».

## Етимологія
Видова назва походить від грец. neos — «новий» і palmeri щоб уникнути омоніму для заміненого імені Mammillaria palmeri Mammillaria palmeri була названа на честь американського ботаніка Едварда Пальмера (англ. Edward Palmer, 1829—1911)..

## Ареал і екологія
Mammillaria neopalmeri є ендемічною рослиною Мексики. Ареал розташований на острові Сан-Беніто, штат Баха-Каліфорнія. Повідомлялося також, що цей вид зустрічався на острові Гвадалупе і, можливо, на острові Седрос. Рослини зростають на висоті від 0 до 330 метрів над рівнем моря на кам'янистих схилах, переважно на сході Сан-Беніто в пустельному скребі.

## Морфологічний опис
| Орган              | Опис                                                                                                  |
| Рослини            | зазвичай формують кластери.                                                                           |
| Коріння            | |
| Стебло             | подовжено-кулясте, до 9 см заввишки, в діаметрі 5 см.                                                 |
| Епідерміс          | Епідерміс сіро-зелений.                                                                               |
| Маміли             | тупо-конічні, в основі чотирьохгранні, без молочного соку.                                            |
| Ареоли             | |
| Аксили             | з білим пухом і короткими переплетеними, викривленими щетинками.                                      |
| Центральні колючки | 3-5, прямі або іноді з гачками, коричневі з темними кінцями, завдовжки 6-8 мм.                        |
| Радіальні колючки  | 25-30, тонкі, голчасті, білі, завдовжки 5-6 мм.                                                       |
| Квіти              | блідо-зеленувато-білі до світло-кремових, іноді з рожевим відтінком, до 10 мм завдовжки і в діаметрі. |
| Бутони             | |
| Зовнішні пелюстки  | |
| Внутрішні пелюстки | |
| Тичинки            | |
| Маточка            | |
| Плоди              | булавоподібні, червоні, до 13 мм завдовжки.                                                           |
| Насіння            | чорне.                                                                                                |

## Чисельність, охоронний статус та заходи по збереженню
Mammillaria neopalmeri входить до Червоного списку Міжнародного союзу охорони природи видів, з найменшим ризиком (LC).
Цей кактус поширений у вузькому ареалі, але поточний тренд чисельності рослин стабільний.
Цей вид зустрічається на охоронюваних територіях.
У Мексиці ця рослина занесена до Національного переліку видів, що перебувають під загрозою зникнення, де вона включена до категорії «спеціальний захист».
Охороняється Конвенцією про міжнародну торгівлю видами дикої фауни і флори, що перебувають під загрозою зникнення (CITES).

## Утримання в культурі
В культурі цей вид не представляє складнощів, добре розмножується насінням, яке утворюється із самозапильних квіток.
Більшість рослин в культурі беруть початок від візиту Альфреда Лау на острів Сан-Беніто у 1960-х роках.